# Vapiti

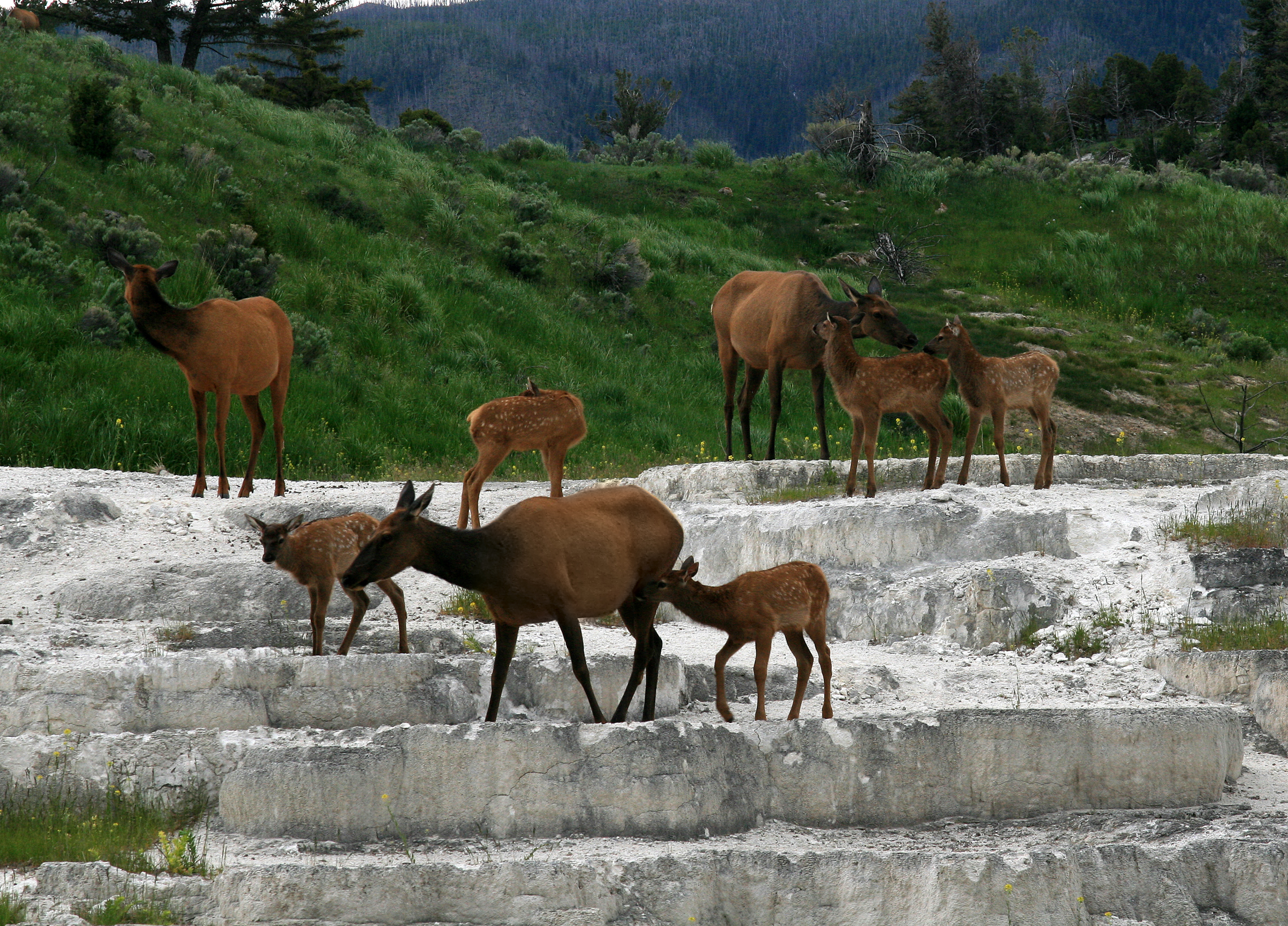
Vapitik az Opal teraszon, a Yellowstone Nemzeti Parkban levő Mammoth Hot Springsnél

A vapiti (Cervus canadensis) az emlősök (Mammalia) osztályának párosujjú patások (Artiodactyla) rendjébe, ezen belül a szarvasfélék (Cervidae) családjába és a szarvasformák (Cervinae) alcsaládjába tartozó faj.
A vapiti a világ egyik legnagyobb szarvasféléje, Észak-Amerika és Kelet-Ázsia legnagyobb emlőseinek egyike. A szarvasfélék családjában csak a jávorszarvas nagyobb nála, a számbárszarvas pedig méretében megközelíti. A vapiti igen hasonlít a gímszarvasra, emiatt sokáig azt hitték, hogy ennek alfaja, de a mitokondriális DNS-vizsgálat óta, amelyet 2004-ben végeztek el, a két állatot két külön fajnak tartják.
A vapiti az erdőket és az erdőszéleket kedveli, itt füvekkel, lágy szárú növényekkel, levelekkel és kérgekkel táplálkozik. Habár Észak-Amerika és Kelet-Ázsia őshonos állata, jól beilleszkedett az olyan országokba is, ahová betelepítették, például Új-Zélandon és Argentínában. Jó alkalmazkodóképessége veszélyezteti az új élőhelyeket és azok endemikus élőlényeit.
A vapitibikáknak nagy agancsuk van, amelyet évente lecserélnek. Az üzekedési időszakban a bikák egymásnak és a teheneknek mutogatják magukat, ha egyforma méretűek, akkor összeakasztják agancsukat és hangosan hallatják hangjukat, ezt nevezzük szarvasbőgésnek. A vapitibőgés azon természetes hangok egyike, amelyet az ember könnyen felismerhet.
A vapiti állomány nagyon érzékeny néhány fertőző betegségre, amelyet átadhat a szarvasmarháknak és a juhoknak is. Sajnos az embernek azon törekvései, hogy a fertőző betegségeket megsemmisítse, eddig csak részleges sikerrel jártak.
Egyes kultúrákban imádják a vapitit, mivel úgy vélik, hogy az állat szellemi erőt ad nekik. Ázsia egyes részein az agancsokat és az agancsháncsot a népi gyógyászatban használják. Az állatot húsáért is vadásszák, amely jobb minőségű és több fehérjét tartalmaz, mint a háziállatoké, például a szarvasmarháé és a csirkéé.

## Neve
A „vapiti” név a „waapiti” szóból származik, amelynek jelentése sauni nyelven (Shawnee) „fehér far” vagy „sápadt szarvas”.

## Rendszertani besorolása
A Cervus nem legelső képviselője 12 millió évvel ezelőtt jelent meg, Eurázsiában, a miocén korban. Észak-Amerikában csak a pleisztocén kori jég korszakainak idején telepedett meg, a Bering-földhídon keresztül. A mára már kihalt óriásszarvas (angol neve „Irish elk”; a vapiti neve is „elk” angolul), nem tartozik a Cervus nembe, de azért a szarvasfélék valaha élt legnagyobb képviselője.
2004-ig a gímszarvast és a vapitit azonos fajnak tekintették, mivel fogságban a két faj keverék utódai ivarképesek. A mitokondriális DNS-vizsgálat után, melynek során több száz gímszarvas és vapiti alfajtól, és más Cervus nembe tartozó fajtól vettek mintát, arra a következtetésre jutottak, hogy a vapitit faj rangra kell emelni. Az addigi rendszerezés szerint a gímszarvasnak több mint egy tucat alfaja volt; a DNS-vizsgálat után a vapitit közelebbi rokonságba állították a fehérajkú szarvassal és a szikaszarvassal, mint a gímszarvassal. Habár a vapiti és a gímszarvas ivarképes utódokat képes létrehozni, a vadonban ennek alig van esélye, mivel gátat szab neki a földrajzi távolság és a szaporodási időszakban különböző viselkedés.

### Alfajai
A vapitinek számos alfaját írták le, ezekből hat Észak-Amerikában és három Ázsiában él, bár egyes rendszertannal foglalkozó tudósok szerint sok alfaj csak változat vagy fajta (egyik állat a másiktól csak kissé tér el megjelenésben vagy viselkedésben; az eltéréseket a környezeti viszonyok kényszerítették az állatokra). Az alfajok az agancs méretében és alakjában, testméretben, színezetben és párosodási viselkedésben különböznek egymástól. Az eurázsiai alfajok DNS-vizsgálata kimutatta, hogy az agancsnál, a szőrzetnél és a „szarvas tükörnél” (a farok alatti fehéres, sárgás folt) a változó fenotípusok az elterjedési területek különböző időjárási és életmódbeli változatosságainak köszönhetők.
Az eredetileg hat észak-amerikai alfajból ma már csak négy él:

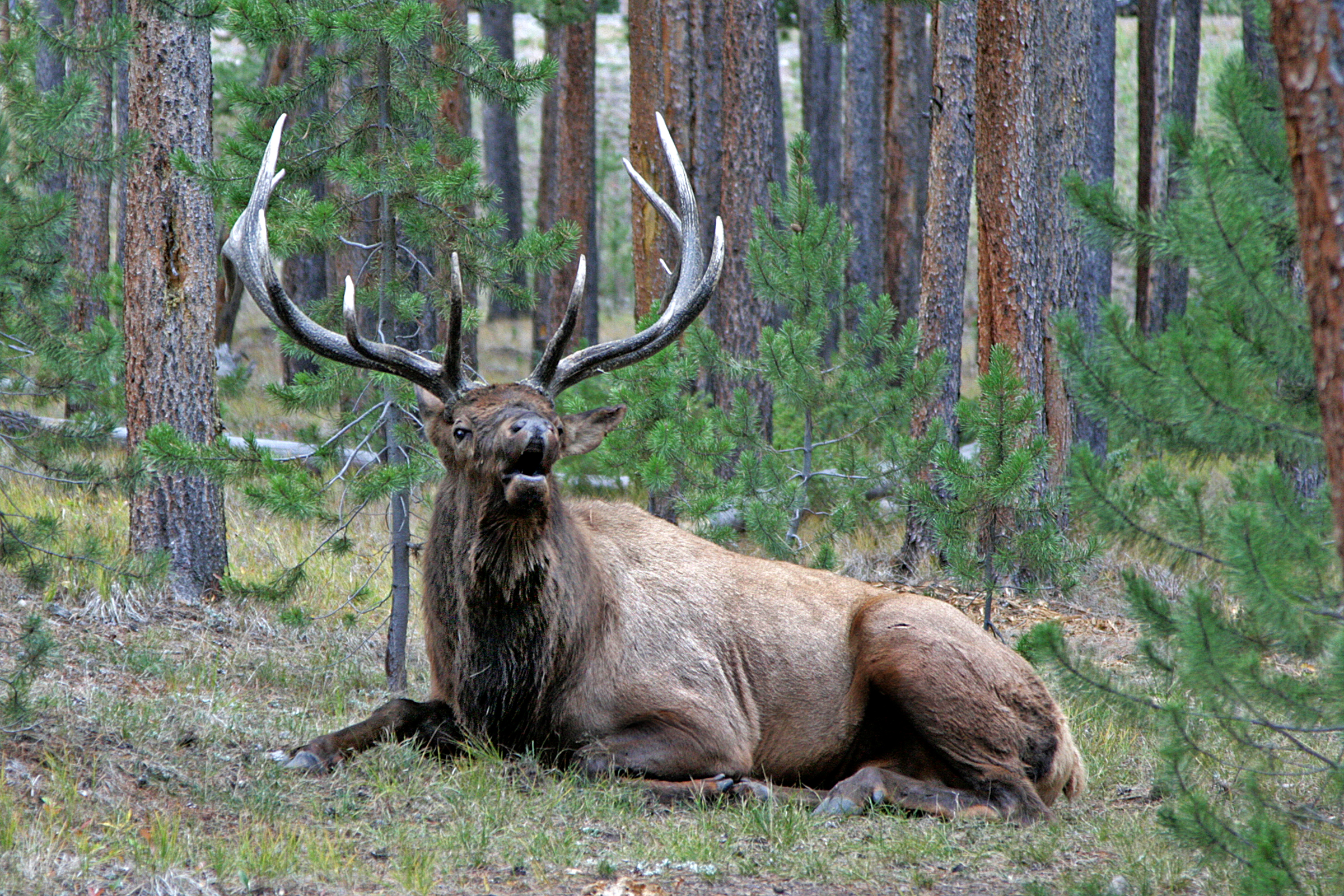
Sziklás-hegységi vapiti bika (Cervus canadensis nelsoni)

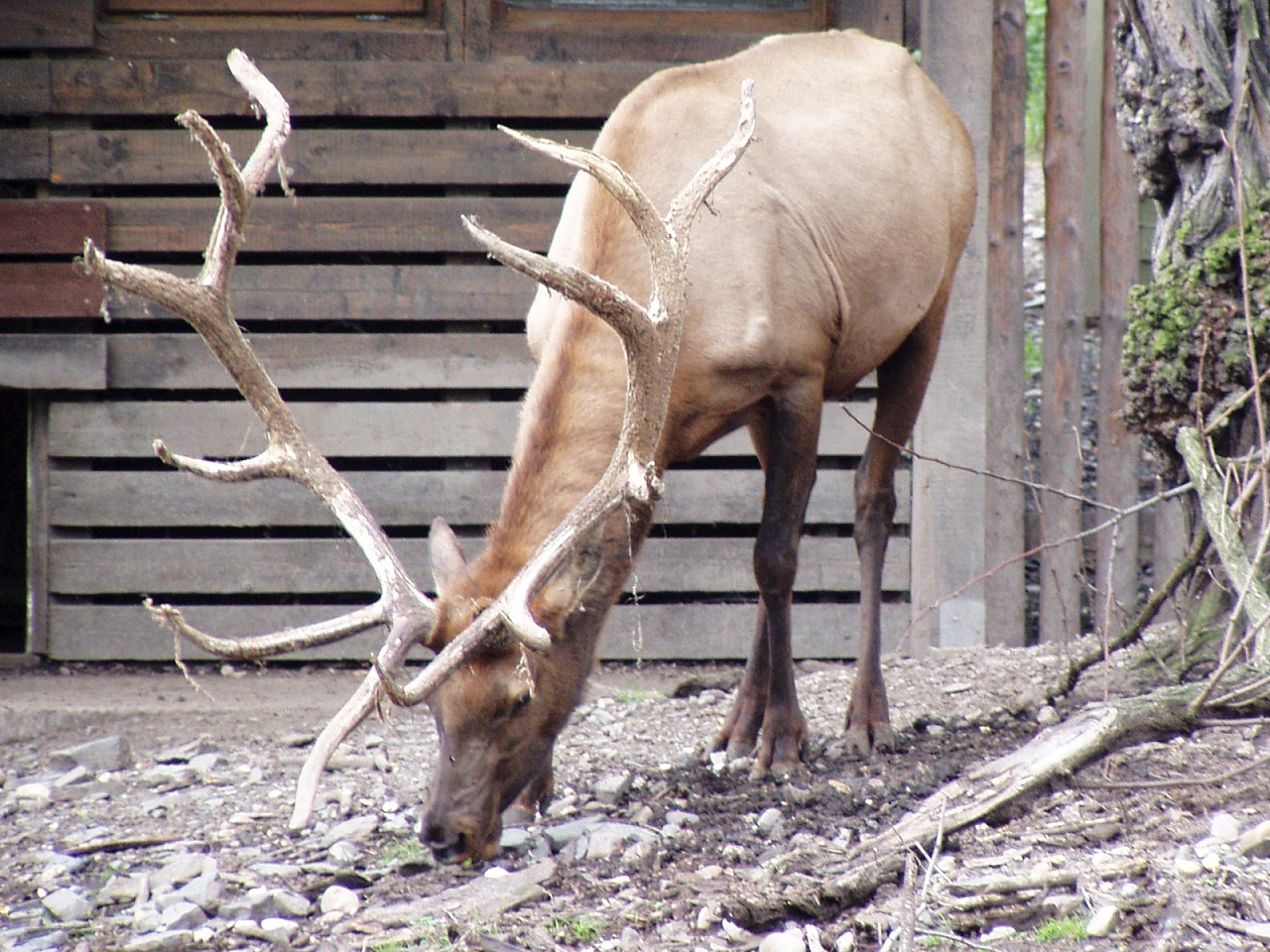
Manitoba vapiti bika (Cervus canadensis manitobensis)

- sziklás-hegységi vapiti (Cervus canadensis nelsoni) (Bailey, 1935): a Sziklás-hegységben él a kanadai Brit Columbia és Alberta tartományokban, valamint az Amerikai Egyesült Államok Idaho, Montana, Washington, Oregon, Nevada, Utah, Arizona, Új-Mexikó, Colorado, Wyoming, Észak-Dakota és Dél-Dakota államaiban. Nem fenyegeti veszély, mintegy 782 500 egyede élhet, ebből 3000 a Yellowstone Nemzeti Parkban.[9]
- Roosevelt-vapiti (Cervus canadensis roosevelti) (Merriam, 1897): Kaliforniában, valamint Oregon és Washington állam nyugati részén, és Brit Columbiában él. Néhány egyedét betelepítették az Alaszkához tartozó Afognak-szigetre is. Állományának nagyságát 20 000 és 30 000 egyed közöttire becsülik. A sziklás-hegységi vapitinál nagyobb termetű.
- Manitoba vapiti (Cervus canadensis manitobensis) (Millais, 1915): Dél-Dakotában és a kanadai Manitoba és Saskatchewan tartományokban él. Populációja kisebb, mint a többi vapitié, de stabil, nagyjából 10 000 egyedből állhat.
- Tule vapiti (Cervus canadensis nannodes) (Merriam, 1905): Kalifornia területén fordul elő. Korábban nagy csordái éltek Kalifornia nyílt füves pusztáin és erdeiben, de a vadászat miatt majdnem kihalt. Már nem élne egyetlen egyed sem, ha Henry Miller kaliforniai szarvasmarha-tenyésztő nem tartott volna meg egy kisebb csordát a birtokán. Ma már több mint 4000 Tule-vapiti él.

A két kihalt észak-amerikai alfaj:

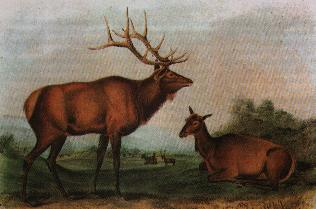
Audubon kihalt kanadai vapitija

- kanadai vapiti (Cervus canadensis canadensis) (Erxleben, 1777): Kanada atlanti partvidékén élt egykor, mára kihalt alfaj.
- Cervus canadensis merriami (Nelson, 1902): kihalt.[10][11]

A négy megmaradt észak-amerikai csoport külön-külön alfajnak nyilvánítása lényeges, mert az amerikaiak politikája az, hogy mindegyik csoport saját egyéniségét megtarthassa, valamint az életfeltételek megvédésével a vapitiállományok túlélését biztosítsa.
Ázsiában a következő vapiti alfajok léteznek:
- Altáj vapiti (Cervus canadensis sibiricus) (Erxleben, 1777): az Altáj-hegységben, Mongólia északnyugati területein és Szibéria Bajkál-tó környéki vidékein fordul elő. Nagyon hasonlít az észak-amerikai vapitikre.
- Tien-San vapiti vagy Tien-San maralszarvas (Cervus canadensis songaricus) (Severtzov, 1873): a Tien-san hegységben honos alfaj. Nagyon hasonlít az altáj vapitire, lehet, hogy azonos alfajt alkotnak.
- iszubraszarvas (Cervus canadensis xanthopygus) (Milne-Edwards, 1867): Szibériában a Bajkál-tótól keletre, az Amur vidékén, Mongólia keleti részén, Kína északi területein és Észak-Koreában fordul elő.
- Alashan vapiti (Cervus canadensis alashanicus) (Bobrinskii & Flerov, 1935): Kína Alxa, Gansu és Shanxi tartományaiban és Mongólia délkeleti részén él. A legújabb mitokondriális DNS vizsgálat után az Alashan vapitit az iszubraszarvassal vonták össze.[13]

Az iszubraszarvas sötétebb és vörösesebb színezetű, mint a többi állomány. Az észak- és közép-kínai Alashan vapiti a legkisebb az összes vapiti alfajból, és ezt az állatot tanulmányozták a legkevesebbet a vapitik közül. Valerius Geist szerint, aki a világ szarvasairól könyvet írt, úgy tartja, hogy csak három vapiti alfaj létezik. Geist szerint az iszubraszarvas és az Alashan vapiti külön alfajok, de a többi összes vapiti alfajt a kanadai vapitiba kéne gyűjteni.

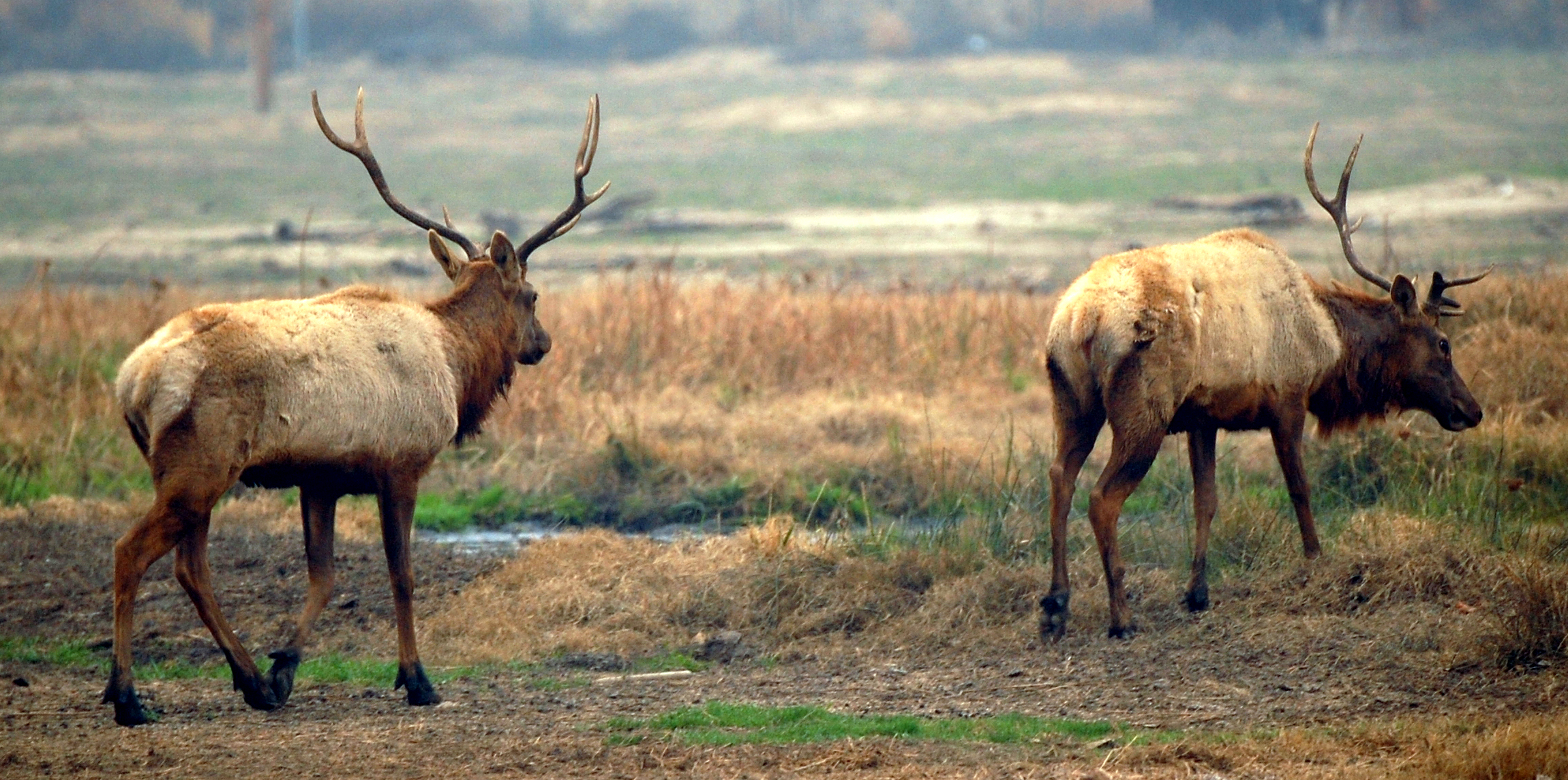
Tule vapitik a kaliforniai Tupman közelében

A legújabb DNS vizsgálatok szerint nincs több 3-4 vapiti alfajnál. Úgy tűnik, hogy az összes észak-amerikai alfaj a kanadai vapitihoz tartozik, sőt, még az altáj vapiti is ide tartozhat. Ettől eltérően az iszubraszarvas szemmel láthatóan elkülönül az altáj vapititól, de alig különböztethető meg az Alashan vapititól. A dél-ázsiai vapitik, amelyeket korábban gímszarvas alfajoknak véltek, tulajdonképpen az ázsiai vapiti alfajok változatai, köztük nincs mitokondriális DNS különbség. Ezek a változatok:
- tibeti vapiti vagy Shou (Cervus canadensis wallichii) (G. Cuvier, 1823) – a Himalája keleti részén, Tibet déli területein és Bhutánban honos. Sokáig kihaltnak hitték, de 1988-ban ismét sikerült néhány egyedét felfedezni.
- kasmírszarvas (Cervus canadensis hanglu) (Wagner, 1844) – Korábban a gímszarvas alfajának vélték, de mivel igen hasonlít a tibeti vapitira a kasmírszarvast áthelyezték a vapiti nevű szarvasfajba. Az állat a Kasmír régióban él. Súlyosan veszélyeztetett alfaj. A 2009. márciusi szarvasszámláláskor 175 állatot találtak ebből az alfajból.[14]
- MacNeill-vapiti (Cervus canadensis macneilli) (Lydekker, 1909): Tibet keleti részén és a kínai Qinghai tartományban él.
- kanszui vapiti (Cervus canadensis kansuensis) (Pocock, 1912): csak Kína Gansu, Szecsuan, Ningxia és Shaanxi tartományaiban fordul elő.

## Megjelenése
A vapiti egy nagy testű párosujjú patás, lábának felépítése hasonló a tevefélékéhez, a kecskeformákéhoz és a tulokformákéhoz. Mint minden szarvasfaj, a vapiti is kérődző, gyomra négy részből áll, azaz összetett. A nyelőcső után a bendő (rumen) található, utána következik a recésgyomor (reticulum). A harmadik rész a leveles- vagy százrétű gyomor (omasus). Végül az igazi, oltógyomor (abomasus). Ez az emésztőrendszer alkalmas a füvek, levelek és kérgek emésztéséhez. A nyár folyamán az állat naponta 4–7 kilogramm táplálékot fogyaszt.

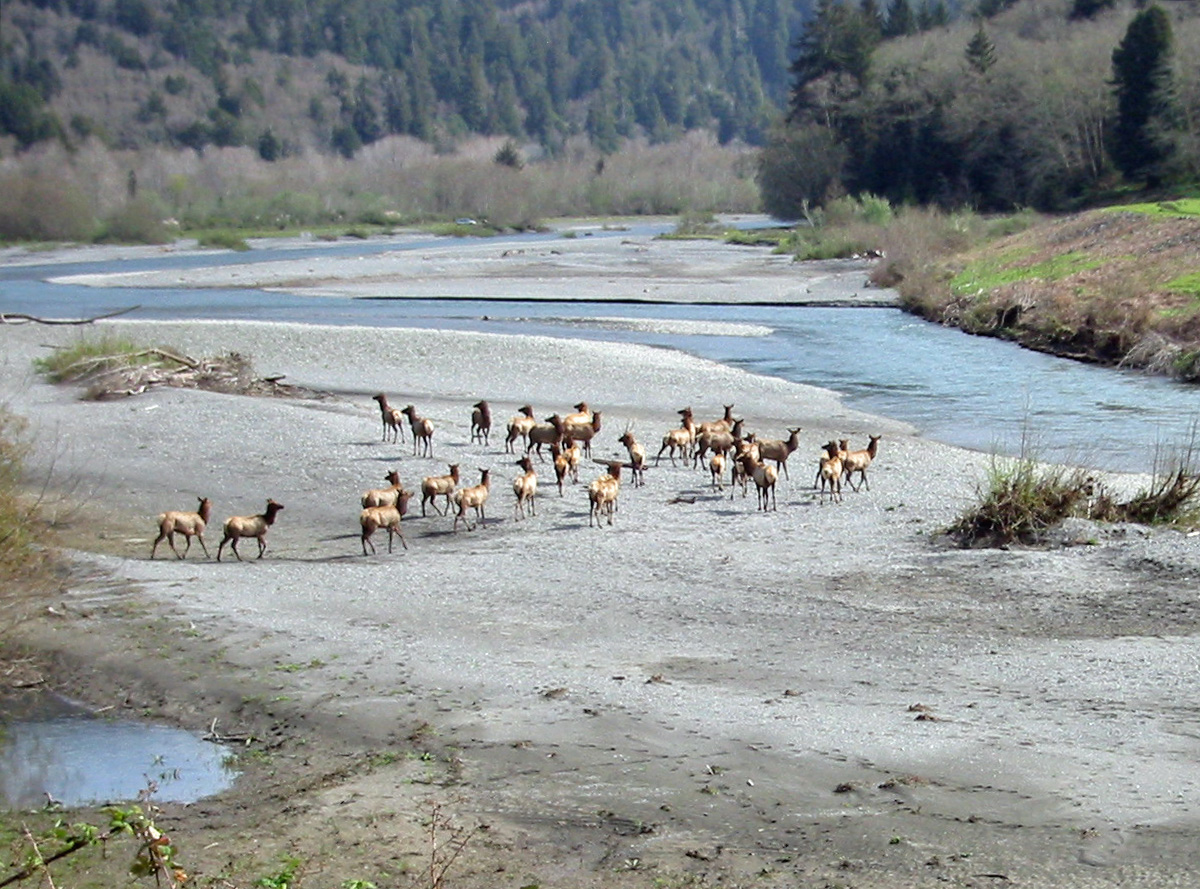
Roosevelt-vapiti csorda a kaliforniai Redwood Nemzeti Parkban

Az állat több mint kétszer olyan nehéz, mint az öszvérszarvas, amely 50-110 kilogramm súlyú, és szürkésbarna színű. A vapiti szőrzete vörösesebb, tükre sárgásbarnább és farka kisebb. A jávorszarvas jóval nagyobb (240–310 centiméter hosszú és 200–700 kilogramm súlyú) és sötétebb a vapitinál, agancsuk is nagyon különböző, és a jávorszarvas nem alkot csordákat. A vapititehén körülbelül 225 kg súlyú, marmagassága 130 centiméter, hossza 200 centiméter. A kifejlett bika 25 százalékkal nagyobb a tehénnél; tömege 320 kilogramm, marmagassága 150 centiméter, hossza 250 centiméter. A Roosevelt-vapiti a legnagyobb vapiti alfaj, az alaszkai állományban: 600 kilogrammos súlyt elérő bikák is találhatók.
Csak a bikáknak van agancsa, ezek tavasszal kezdenek nőni, és minden télen lehullnak. Az eddig talált legnagyobb agancs 120 centiméter hosszú és 18 kilogramm súlyú. Az agancs csontos szövetből áll, naponta 2,5 centimétert nő. A fejlődő agancsot vérerekben gazdag bőr, úgynevezett háncs borítja. Ősszel az állat ledörzsöli kifejlett agancsairól a háncsot. A vapiti agancsnak nyolc vagy ennél több kis ágacskája is ülhet a főágon; az ágacskák száma nem mutatja az állat életkorát. Az altáj vapitinak és az észak-amerikai alfajoknak van a legnagyobb agancsa, míg az Alashan vapitinak van a legkisebb. Az agancs méretét és állapotát a tesztoszteron mennyisége határozza meg. Késő ősszel, amikor az üzekedési időszak befejeződött és a tehenek már nem árasztanak „csábító feromonokat”, a bikák tesztoszteron szintje csökken, és újból beáll a „békesség”. Ez után az agancsok a tél elején leválnak gazdájukról.
Ősszel az állat vastagabb bundát növeszt, amely hőszigetelőként szolgál télen. Az altáji és az összes észak-amerikai alfaj bikáinak, teheneinek és borjainak nyaka köré vastag sörény nő; viszont az iszubraszarvasok és az Alashan vapitik teheneinek és borjainak ilyen nyaksörénye nincs. Kora nyárra a vastag bundát már levetik, az állatok fákhoz dörzsölődve szabadulnak meg tőle. Mindegyik alfajnak jól látszik a tükre és kicsi a farka. Az alfajok színezete élőhelytől és időszaktól függően változó. Télen a szürke és a világosabb árnyalatok, míg nyáron a vöröses, sötét árnyalatok az uralkodó színek. A szárazabb élőhelyek alfajai világosabbak, mint az erdőlakó alfajok. Nyáron majdnem mindegyik vapitinak elüt a sárgásbarna bunda színe a sötétbarna fejtől, nyaktól és lábaktól. Az erdőlakó iszubraszarvasoknak és az Alashan vapitiknak nyáron is sötétebb vörösesbarna szőrzetük van, emiatt nem olyan elütőek a test többi részétől. Mint sok más szarvasfajnál, a borjak a vapitinál is pettyesen születnek, de a pettyek a nyár végére elmosódnak. A fiatal iszubraszarvasok hátukon a nyári szőrzetben megtartanak néhány narancsszínű pettyet. Ez a tartós pettyezettség megfigyelhető a kimondottan erdőlakó gímszarvasoknál is.

## Ökológia

### Előfordulása
A vapiti mai alfajai az egykori Bering-földhíd területén élő állatok leszármazottjai. A Bering-földhíd a pleisztocén korban Ázsia és Észak-Amerika közti sztyeppés szárazföld volt, amely hidat alkotott a két kontinens között. A földhíd lehetőséget adott arra, hogy a vonuló emlősök egyik kontinensről a másikra menjenek. A leggyakoribb átkelők a barna medve, a rénszarvas, a jávorszarvas és az ember. Ahogy a pleisztocén kor a végére járt és az óceánok vízszintje nőni kezdett, elárasztotta Beringiát, és a vapitik egy része Ázsiába, a másik része pedig Észak-Amerikába húzódott. Észak-Amerikában a vapitik majdnem minden típusú élőhelyhez alkalmazkodtak, kivéve a tundrát, a valódi sivatagokat és az USA délkeleti részét, amelynek éghajlata túl meleg számukra, valamint ezen vidék domborzata sem megfelelő, hiszen a vapitik a hegyvidéket kedvelik. A Szibériától délre élő és közép-ázsiai vapitik elterjedési területe korábban jóval nagyobb volt. Manapság visszaszorultak a Bajkál-tótól nyugatra fekvő Szaján- és Altáj-hegység vidékeire és a Tien-san környékére, amely határt képez Kirgizisztán, Kazahsztán és a Hszincsiang-Ujgur Autonóm Terület között. Az altáj vapiti élőhelye hasonló az Észak-Amerikában élő sziklás-hegységi vapiti élőhelyéhez.
Az elterjedési területük egész felületén a vapitik erdő- és erdőszéllakók, sok más szarvasfajhoz hasonlóan. A hegységekben az állatok nyáron a magasabb területekre vonulnak, míg télen lejjebb ereszkednek. A nagyon alkalmazkodóképes vapiti még a félsivatagokat is meghódította Észak-Amerikában, így a Nagy-medencét is. Az iszubraszarvas és az Alashan vapiti elsősorban erdőlakók, ezt kisebb méretű agancsaik is tanúsítják.

### Betelepítések

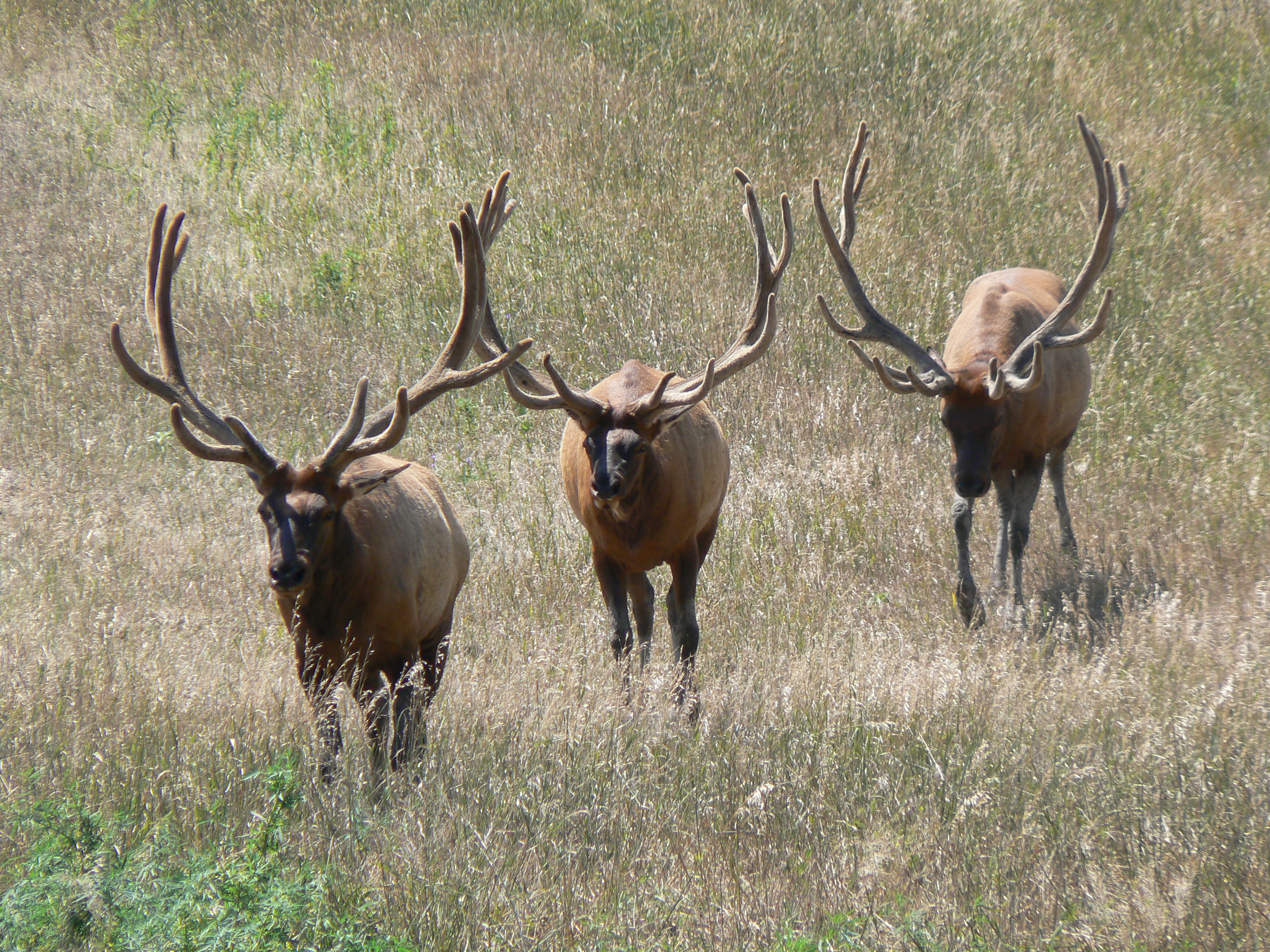
Vapitibikák Nebraska államban. A képen látható állatok a Sziklás-hegység állományaiból származnak. A fogságban tartott vapitik viselkedése megváltozik, mivel már nem kell készenlétben állniuk

A vadászati szövetségek a sziklás-hegységi vapitit kelet-amerikai Appalache-hegység környékére telepítették be a kanadai vapiti helyébe, amely korábban kihalt. Miután Kentucky, Észak-Karolina és Tennessee államokba betelepítették a fajt, az állatok átköltöztek a szomszédos Virginia és Nyugat-Virginia államokba, ahol állandó állományokat alkotnak. A vapitikat más államokba is visszatelepítették, ahonnan eltűntek, például Pennsylvaniába, Michiganbe és Wisconsinba. Egy 1989-es felmérés szerint a sziklás-hegységi vapitinak 782 500 egyede volt. Az összes észak-amerikai alfaj együtt több mint 1 millió példányból áll. Az európaiak megérkezése előtt Észak-Amerikában körülbelül 10 millió vapiti élhetett. Manapság a világ vapitijainak száma – beleértve a vadakat és fogságban tartottakat – körülbelül kétmillióra tehető.
Az őshazájukon kívül a vapitikat és más szarvasfajokat húsukért, agancsaikért és agancsháncsukért olyan helyekre is betelepítették, ahol addig nagy testű patás állat csak kis számban vagy egyáltalán nem létezett. Mivel a vapitik és rokonaik igen alkalmazkodóképesek, sokszor az új élőhelyek kárára válhatnak. A vapitit és a gímszarvast a 20. század elején telepítették be Argentína és Chile területére. Ezekben az országokban inváziós fajoknak számítanak, mivel túllegelik a növényzetet, és vetélytársává váltak az őslakos chilei villásszarvasnak és más helybéli növényevőknek. Mivel jelenléte ezekben az országokban veszélyeztet ritka állatokat, a Természetvédelmi Világszövetség a 100 legrosszabb bevándorló listájára helyezte a vapitit. A vapitit és a gímszarvast Írországba és Ausztráliába is betelepítették.
Új-Zélandra a 19. század közepén kezdték betelepíteni a szarvasfajokat, manapság a szigetországban a gímszarvasból van a legtöbb, a vapiti csak 15 százalékát teszi ki a szarvasállománynak. Ezek a szarvasok nemcsak a növényzetnek ártanak, hanem saját maguknak is, mivel túllegelik a kedvelt növényeket, és emiatt elszaporodnak a számukra kevésbé ízletes növények. De a túllegeléssel hosszú távú kárt is okoznak, ami azt jelenti, hogy idővel teljesen eltűnnek az olyan növények, amelyek más (általában őshonos) állatok számára is létfontosságúak. Akárcsak Argentínában és Chilében, Új-Zélandon is inváziós fajnak nyilvánította a Természetvédelmi Világszövetség a vapitit és a gímszarvast.

## Életmódja

### Viselkedése

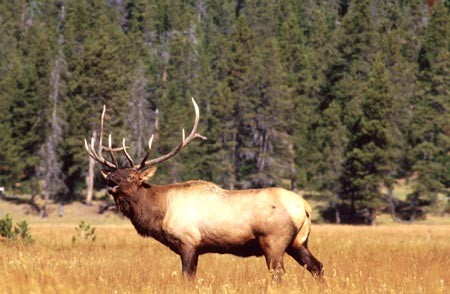
Vapitibika bőgés közben

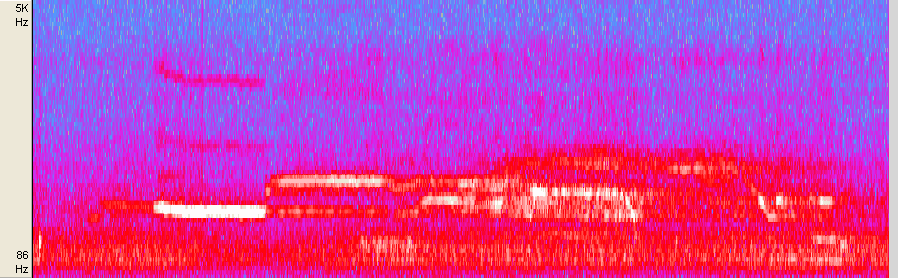
A vapiti bőgése,
– Hang lejátszása (OGG formátum, 25kB),
–
Hang lejátszása (WAV formátum)

A kifejlett vapitik az év nagy részében általában egynemű csordákba gyűlnek. Az üzekedési időszak alatt a felnőtt bikák egymással harcolnak a háremükben levő tehenekért. Az ellenséges bikák magukat mutogatják egymásnak, aminek az a célja, hogy felmérjék a másik agancsát és erejét. Ha az egyik bika kisebb vagy gyengébb, akkor ösztönösen visszahúzódik. Összecsapás csak akkor következik be, amikor az ellenfelek egyformák. A „csatában” súlyos sérülések is történhetnek. A bikák a mutogatás és bőgés mellett gödröket vájnak a földbe, ahová vizelnek, később pedig ebbe hengergőznek. A vizelet beivódik a szőrzetükbe, aminek szaga igen vonzó a tehenek számára.
A domináns bikák a párzási időszak alatt, ami augusztustól tél elejéig tart, követik a tehéncsordákat. Egy bika húsz, vagy ennél több tehenet gyűjt háremébe, amelyet más bikáktól és a ragadozóktól védelmez. Csak a kifejlett bikáknak vannak nagy háremeik, de ők is körülbelül csak nyolc évig párosodnak sikeresen. A 2–4 év közti, és a 11 éven felüli bikáknak ritkán van háremük, ezért az üzekedési időszak alatt a nagyobb háremek szélein „próbálnak szerencsét”. Ha egy fiatal vagy egy öreg bikának mégis sikerül háremet gyűjtenie, valószínűleg ezt nem tudja sokáig birtokolni, mert egy erőteljes bika hamar átveszi a háremet és elűzi gyengébb elődjét. A párzási időszakban a bikák ritkán vagy egyáltalán nem táplálkoznak, emiatt testsúlyuk 20 százalékát is elveszíthetik. Az olyan bikák, amelyek rossz állapotban kezdik a párosodási időszakot, nem élik túl a szezont, vagy ha mégis, akkor valószínűleg a tél folyamán pusztulnak el.
A bikák hangosan ordítanak, ezt szarvasbőgésnek nevezik, mely több kilométerre, nyílt terepen még nagyobb távolságba elhallatszik. A tehenek azokat a bikákat kedvelik, amelyek többször és hangosabban bőgnek. A szarvasbőgés leggyakrabban hajnalban és az esti órákban hallható. A szürke farkasok vonyítása mellett a szarvasbőgés a legismertebb természeti hang.

### Szaporodása

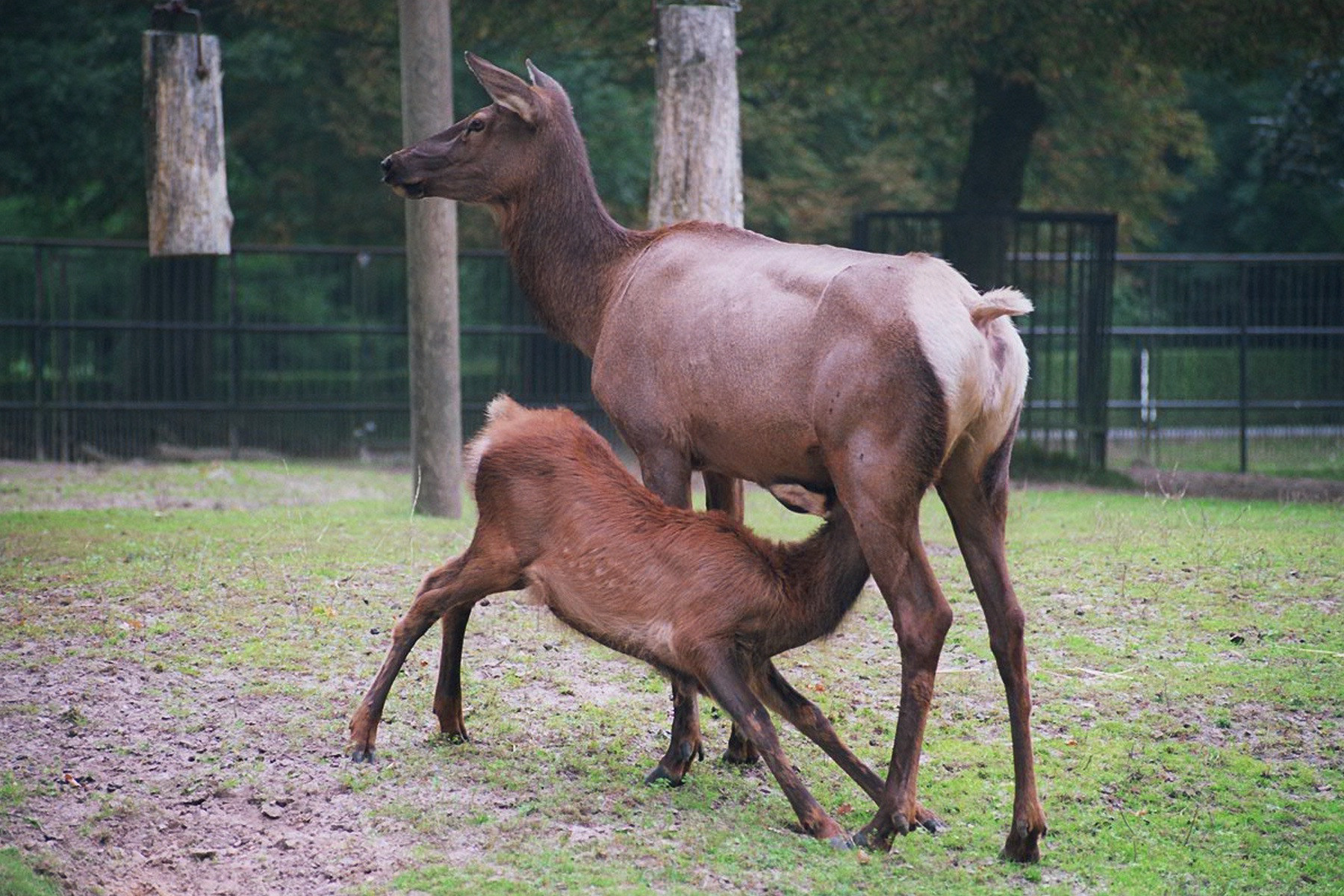
Tehén szoptatja borját

A vapititehenek évente csak 1–2 napig termékenyek. A megtermékenyítéshez egy tucat vagy ennél több párosodási próbálkozás szükséges. A tehenek második életévükben válnak ivarképessé, és először egy, ritkán két borjat ellenek. Azért, hogy a tehén vemhes maradhasson, súlyának legalább 200 kilósnak kell lennie. A vemhesség 240–262 napig tart; az újszülött borjú 15–16 kilogrammos. Ellés előtt a tehén elhagyja csordáját, és nem tér addig vissza, amíg borja nem elég erős ahhoz, hogy elmeneküljön a ragadozók elől. Mint sok más szarvasfajnál, a vapiti borjú is pettyekkel jön a világra, de a pettyek a nyár végére elmosódnak. Az iszubraszarvas megtart néhány narancsszínű pettyet a hátán, amíg nem lesz idősebb. Két héttel születése után a borjú anyja csordájához csatlakozik; két hónap után befejeződik a szoptatás. Féléves korukban a borjak elérik egy felnőtt fehérfarkú szarvas nőstényének tömegét, vagyis a 70 kilogrammot. A fiatal állat majdnem egy évig, a következő borjú születéséig marad anyjával. A vemhességi idő mindegyik alfajnál egyforma.
A vapiti vadon 10–13 évet él, de fogságban 20 évig is elélhet. Egyes alfajok, amelyekre nem nagyon vadásznak a ragadozók, a 15 évet is elérik a vadonban.

### Ragadozói

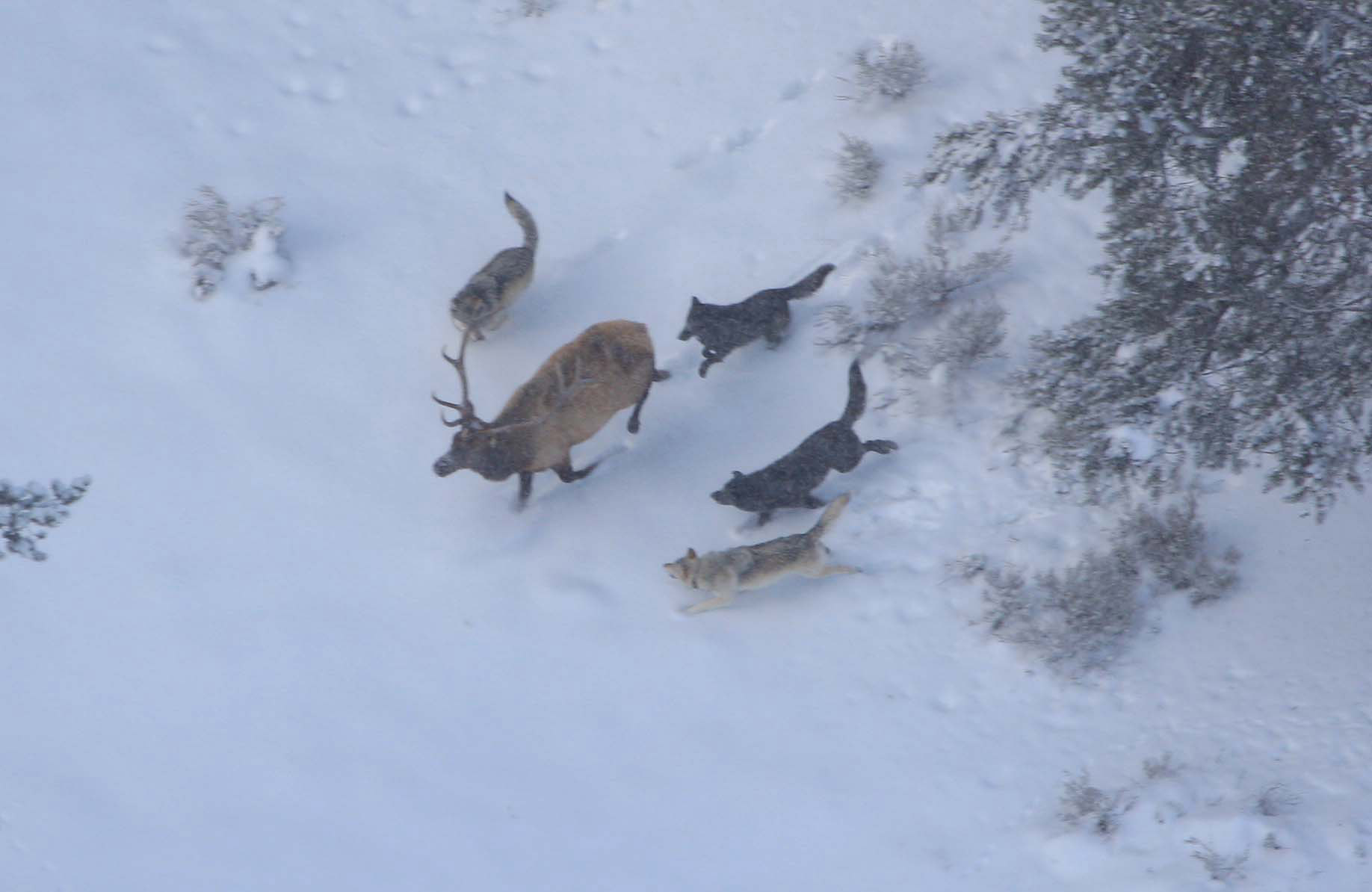
A magányos bika jobban ki van téve a farkasok támadásának, mint a csordában élő

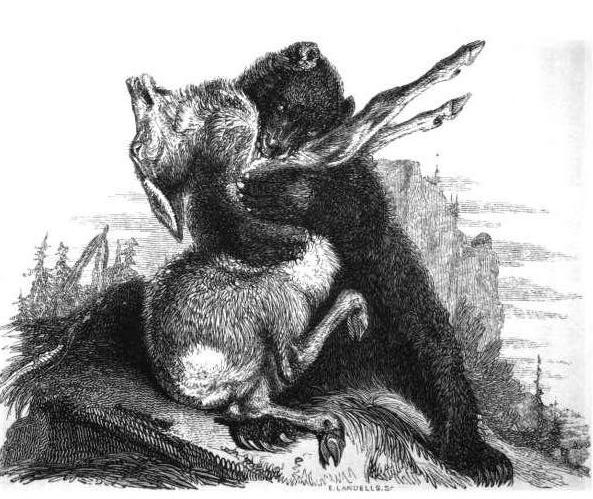
Ábra Frederick Shoberl 1834-ben készített The Natural History of Quadrupeds című könyvéből, amely egy fekete medve által elejtett vapititehenet mutat

A vapitibikák több mint fél éven keresztül hordják agancsaikat. Ebben az időszakukban nem annyira társas állatok, mint miután elhullatják fejük ékességét. Ekkor a bikák legénycsordákba verődnek, hogy közösen könnyebben védelmezzék egymást. Az agancsok a bikák közti vetélkedés mellett jó védelmet nyújtanak gazdájuknak a ragadozókkal szemben. Az agancson kívül védelmet nyújtanak a mellső lábak is, ezekkel mindkét nemű állat sikeresen verheti vissza támadóját. A csordákban egy-két vapiti őrködik, figyelik a veszélyeket, míg a többi állat nyugodtan legel.
A szaporodási időszak befejeztével a tehenek több mint 50 tagú csordákba gyűlnek. A fiatal borjakat az anyák hívogatják, hogy a kicsik ne széledjenek szét. Ha a csordában sok a kicsi, akkor a nap legnagyobb részében állandó hívó kiáltásokat lehet hallani. Amikor ragadozók közelednek, a legnagyobb tehenek szembefordulnak az ellenséggel és mellső lábaikkal támadni kezdenek. A kisebb ragadozók visszaveréséhez elégséges, ha torokhangokat adnak ki. A legveszélyesebb ragadozóik a falkákban élő szürke farkasok és prérifarkasok, valamint a magányos pumák, de a barna és a fekete medvék is vadásznak rájuk. A prérifarkasok inkább a borjakból válogatnak, de télen néha kiéhezett felnőtteket is megtámadnak. Yellowstone-ban a medvék a fő ragadozói a vapiti borjaknak. Ázsiában a vapitira főleg a farkasok, ázsiai vadkutyák, barna medvék, szibériai tigrisek, amuri leopárdok és hópárducok vadásznak, de a borjakra az eurázsiai hiúz és a vaddisznó is veszélyt jelent. A tigrisek korábban a Bajkál-tónál iszubraszarvasokra vadásztak, most ezt teszik az Amur vidékén is.

### Vándorlása
Mint sok olyan szarvasfaj, amely a hegységekben is él, a vapiti is vándorállat. Tavasszal, miután a hó elolvad és a magasban levő mezők kizöldellnek, a vapiti felköltözik ide, ősszel viszont fordítva cselekszik, lejjebb húzódik a hegyek lábánál lévő erdőkbe, ahol több táplálék található, és a hideg szelektől is védettebbek. A vadászat is befolyásolja a vándorlását, mivel nem marad meg olyan helyeken, ahol háborgatják. A Roosevelt-vapiti általában nem vándorol, mivel élőhelyén az évszakok nem olyan eltérőek egymástól, és mert a tápláléka mindig biztosított.

### Tápláléka
A vapiti kérődző állat, négyosztatú összetett gyomra van. Eltérően a fehérfarkú szarvastól és a jávorszarvastól, amelyek bokorevők, a vapiti a szarvasmarhához hasonlóan legelő, de más legelő szarvasfajokkal ellentétben a vapiti levelekkel és ágakkal is táplálkozik. A vapiti inkább a korai órákban és szürkületkor legel, a kérődzéshez visszahúzódik nyugodtabb helyekre. Táplálékát az évszakok határozzák meg: füvet egész évben fogyaszt, kivéve télen; étrendjét olyankor kéreggel, tavasszal és nyáron rügyekkel, illetve levelekkel egészíti ki. Az állat naponta 4–7, a nagyobb példányok 9 kilogramm táplálékot fogyasztanak. Mivel igen kedveli a nyárfa rügyeit, a vapiti elterjedési területének egyes részein a nyárfa állomány csökkenni kezdett.

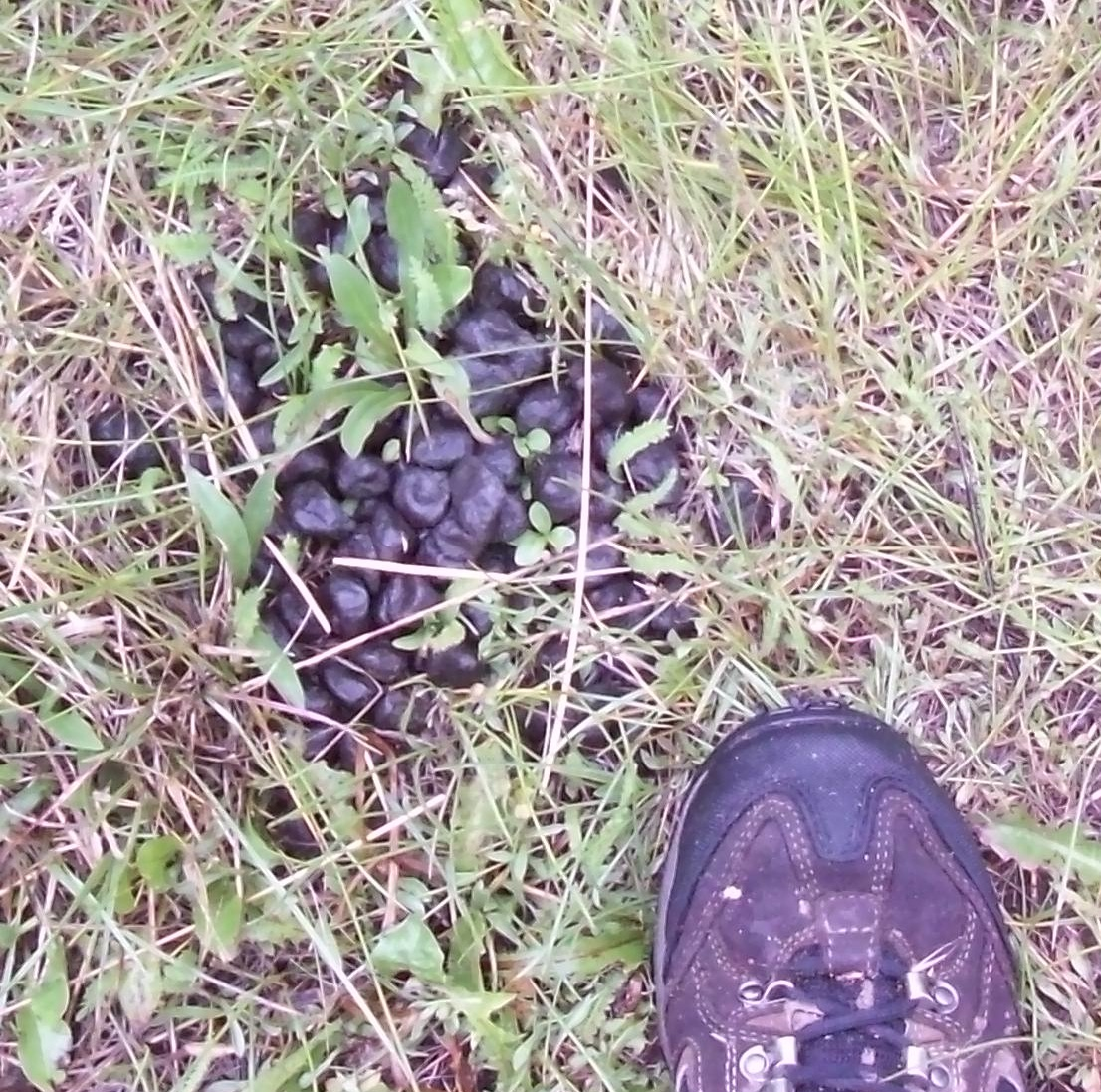
Vapiti ürülék

Az erdészek az ürülék tanulmányozásával figyelik a vapiti állomány egészségét és étrendjét.

### Betegségei és élősködői

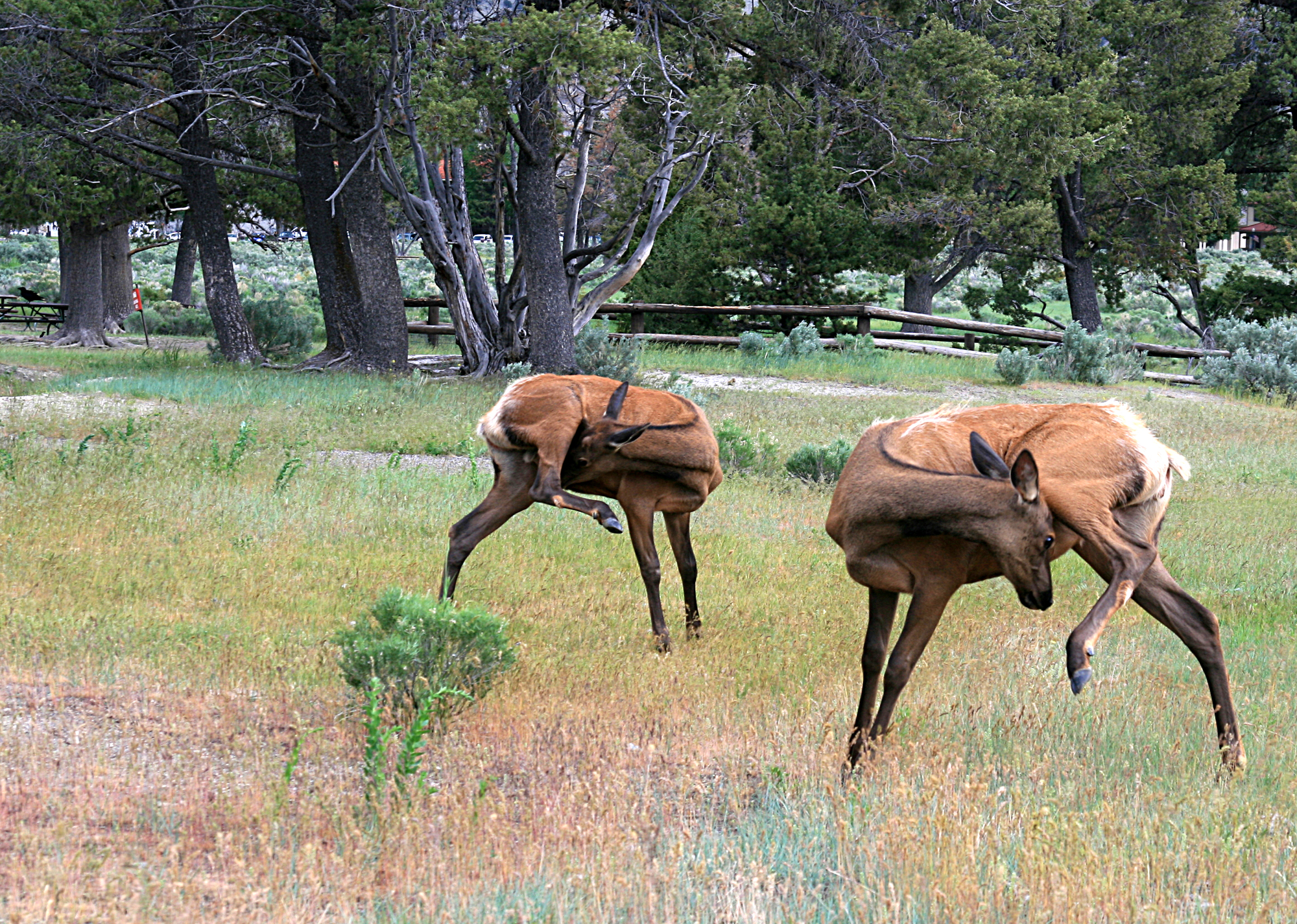
Vapitik a Yellowstone Nemzeti Parkban

A vapiti fajt legalább 53 protiszta és élősködő állat támadja meg, de ezek közül csak néhány okoz jelentős elhalálozást a vad és a fogságban tartott állományok között.
A Parelaphostrongylus tenuis egy fonálféreg, amely a vapiti és más szarvasfajok gerincvelőjét és agyát támadja meg. A fertőzés halálos. Az élősködő végső gazdaállata a fehérfarkú szarvas, amelynek nem árt. Az átmeneti gazdák, a házas és csupasz csigák, amelyeket a vapitik legelés közben véletlenül lenyelnek, ártalmasak, mivel ezen élősködők hordozói.
A szarvasok idült lesoványodással járó betegsége a vapiti agyszövetét támadja meg. Ez a betegség fellelhető Észak-Amerika egész területén. A betegséget az 1960-as évek végén fedezték fel az öszvérszarvas állományokban. A betegség számos térségben megtámadta a tenyész- és vadvapiti állományokat. A beteg állatok súlyukból veszítenek, állandóan szomjasok, képtelenek a tájékozódásra és kedvetlenek, a súlyosan betegek el is pusztulnak. Ez a betegség hasonlít a szivacsos agyvelőelfajulásra (Bovine Spongiform Encephalopathia), de nem azonos vele. A vizsgálatok alapján kitűnt, hogy ez a betegség nem veszélyes az emberre és a szarvasmarhára, 2002-ben Dél-Korea mégis e betegség megelőzésére hivatkozva tiltotta be az USA-ból való agancsháncs beszállítást.
A brucellosis néha a Yellowstone-i vapiti állományokat támadja meg. Az USA-ban csak itt létezik még ez a fajta betegség. A brucellosis a szarvasmarháknál terméketlenséget, vemhességmegszakadást és csökkent tejtermelést okoz. A betegség az embernek is átadható, az embernél több évig tartó influenzaszerű tüneteket okoz. Habár az amerikai bölény terjeszti a legjobban a brucellosist, a wyomingi lovakat és az idahoi szarvasmarhákat a vapiti fertőzte meg. A kutatók oltásokkal próbálják megállítani a betegséget, a beteg állatokat pedig kilövik. Szerintük a program sikerrel fog járni.
Nemrég Pennsylvania államban 65 bélparaziták által megbetegedett állatból 33 elpusztult, a boncolás után kiderült, hogy 21 állatnak az Eimeria- és az Ostertagia-fajok okozták halálát, míg 12 állat halálának az oka tüdőgyulladás volt.
Egyes élősködők, mint amilyenek a Fascioloides magna és Dictyocaulus viviparus jelenléte természetes a vapitikben. Ezek nem jelentenek veszélyt az ember számára. Mivel azonban a Fascioloides magna összetéveszthető a halálos májmétellyel, a hatóság és a vásárlók aggállyal tekintenek a vapiti termékekre, mert az eladásra szánt tenyészállatok között létezhetnek olyan egyedek is, amelyek a halálos fertőzést hordozzák.

## A vapiti és az ember

### Szerepe a kultúrában

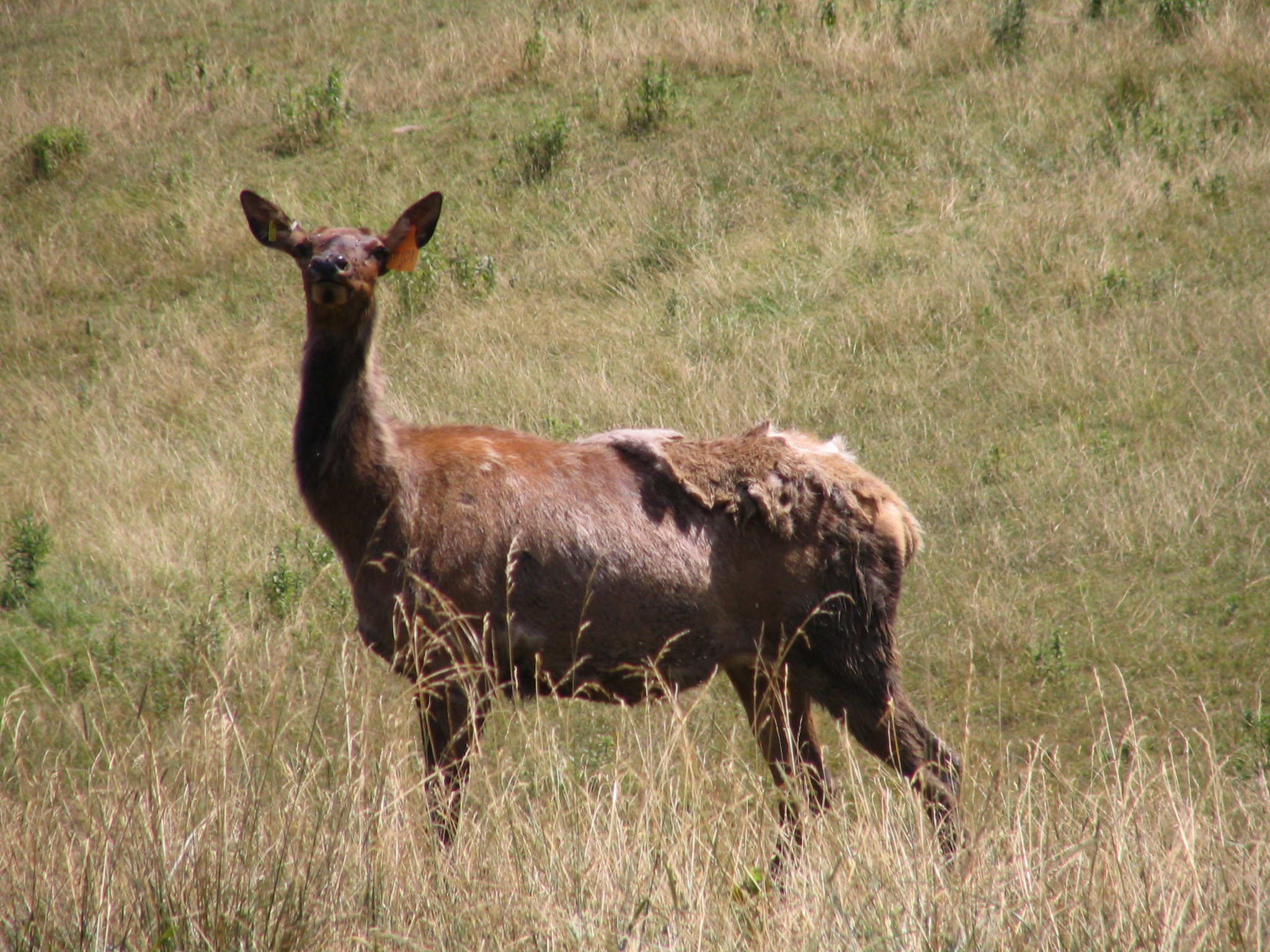
A vapitibika tavasszal cseréli le téli szőrzetét, és agancsa még nem nőtt ki

A vapiti számos amerikai őslakos törzs számára fontos szerepet tölt be. Délnyugat-Amerikában, az egykor anaszázik által lakott területen sok vapitit ábrázoló barlangrajzot találtak. A festmények több ezer évesek. Más indián törzsek, mint amilyenek a ktunaxák, a krík, a feketelábak, az odzsibvék és a paunik a vapiti bőrből takarókat és ruhákat készítettek. A vapiti a lakoták számára igen fontos szellemi szerepet játszott. Születésekor egy lakota fiú vapiti fogat kapott ajándékba, hogy hosszú életű legyen, mivel a lakota megfigyelések szerint az elpusztult vapitiből a fog porlik szét utoljára. Úgy vélik, hogy a vapitinak nagyon erős szexuális potenciálja van, és ez a lakota törzsbelieknek különösen fontos. Ha egy fiatal lakota férfi egy vapitiról álmodik, az számukra a szexuális érettség és erő jele. Az ő hitük szerint a mitológiai vagy spirituális vapiti (nem a faj valódi egyede) az ember tanítómestere és a szexuális erő és bátorság megtestesítője.
Ázsiában a neolitikumi barlangrajzok agancs nélküli vapititeheneket is ábrázolnak, festőik számára ezek az állatok az újjászületést és a folytonosságot jelentették. A bronzkor elejétől a vapiti már ritkábban jelenik meg a barlangrajzokban, mivel a vadászó-gyűjtögetők áttértek a mezőgazdaságra, és az állat elveszítette szellemi jelentőségét az emberek számára.
A sziklás-hegységi vapiti Utah állam hivatalos címerállata. Michigan zászlója egy vapitit és egy jávorszarvast ábrázol.
A Benevolent and Protective Order of Elks (B.P.O.E.) szervezet a vapitit választotta névadó állatának (elk = vapiti), mivel szerintük az állatnak olyan tulajdonságai vannak, amelyeket a szervezet tagjainak szükséges lenne elsajátítaniuk és ápolniuk. A rend alapítói szerint a vapiti jellegzetes amerikai állat. A rend első jelvénye egy szétterülő agancsos vapitibikafej volt, amelyet ma is nagy becsben tartanak.
Sok B.P.O.E. rendtagnak aranyozott, ékkövekkel kirakott vapiti foga van.

### Gazdasági jelentősége

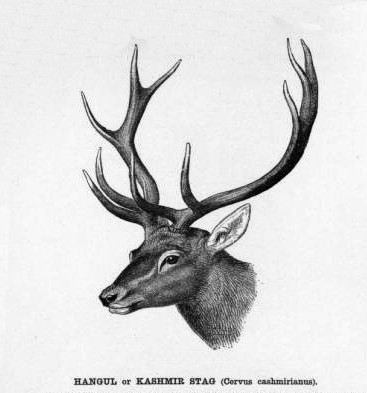
Kasmírszarvas (Cervus canadensis hanglu) bika

2006-ban, az Amerikai Egyesült Államok Halászati és Vadászati Hivatala (U.S. Fish and Wildlife Service) szerint az amerikai szarvasfajok állományai csökkenőfélben vannak, de a vapitit azért szabad vadászni, mivel gazdaságilag igen fontos szerepet tölt be (a vadasparkok bevételhez jutnak a vadászengedélyekből).
A vapitit farmokon tenyésztik vadászat céljából, vagy húsáért és agancsháncsáért. Egyes emberek pénzt adnak azért, hogy egy bezárt állatot, amelynek nincs lehetősége a menekülésre, lelőhessenek. Az állatokat ipari mértékben nem nagyon vágják, de azért néhány vendéglőben és bevásárló központban lehet rendelni, illetve vásárolni vapiti termékeket. A vapitihús íze a szarvasmarha- és a vadhús között van, nagyon gazdag fehérjékben, de kevesebb zsírt és koleszterint tartalmaz, mint a szarvasmarha- vagy a csirkehús. Ugyanakkor jelentős vas-, foszfor- és cinkforrás is.
Egy állat 10–11 kilogramm háncsot képes „termelni”, a háncsot az Egyesült Államokbeli, a kanadai és az új-zélandi farmokon összegyűjtik és Kelet-Ázsia piacain eladják, ahol a hagyományos orvoslásban használják fel. Egyes kultúrákban a háncsot afrodiziákumként is használják. Az észak-amerikai vapitiháncs fogyasztása veszéllyel is járhat, mivel a háncs származhat olyan vapititól is, amely a szarvasok idült lesoványodással járó betegségével volt fertőzött, ezért prionokat tartalmaz, és ez az embernél Creutzfeldt–Jakob-szindrómát okozhat.
Az agancsot a művészetben bútorok díszítésére és egyéb árucikkekhez használják. A han kínaiak, a türk népek, a tunguz népek, a mongolok és a koreaiak mindegyik ázsiai vapiti alfajt szelídítették és tenyésztették. A vapiti farmok eléggé elterjedtek az USA-ban és Új-Zélandon.
A vapiti bőröket évezredek óta használják tipi, takaró, ruha és lábbeli készítésére. Manapság a bőr használata inkább dísznek számít, és nem ritkák a vapiti bőrből készült kesztyűk, cipők és övek.
1967-től az Amerikai Cserkészszövetség segít a Wyoming állami Nemzeti Vapiti Menhely (National Elk Refuge) dolgozóinak az agancsok begyűjtésében. A begyűjtés után az agancsokat árverésen adják el, a bevételt pedig a menhely segítésére fordítják. 2006-ban 3200 kilogramm agancsot adtak el, ami körülbelül 76 000 dollárt hozott a menhelynek. Ugyanebben az évben 980 kilogramm agancsból állították helyre Jackson város főterének díszkapuit.

## Fordítás
- Ez a szócikk részben vagy egészben  az   Elk című angol Wikipédia-szócikk ezen változatának fordításán alapul.  Az eredeti cikk szerkesztőit annak laptörténete sorolja fel. Ez a jelzés csupán a megfogalmazás eredetét és a szerzői jogokat jelzi, nem szolgál a cikkben szereplő információk forrásmegjelöléseként.